# 交响大厅站
交响大厅站（英語：Symphony station）位于马萨诸塞州波士顿亨廷顿大道与马萨诸塞大道交汇路口，是轻轨绿线E支线的车站。交响大厅站在E支线地上段与地下段交接附近，是列车进入地下隧道后的第一站。列车经过此站后从东北大学隧道出入口离开，沿着亨廷顿大道道路中央的隔离带行驶。车站出入口外为波士顿交响大厅，车站由此命名。
交响大厅站并不是无障碍车站，车站入城出城方向站台间不相连，交通局计划将车站改造成无障碍车站。

## 历史

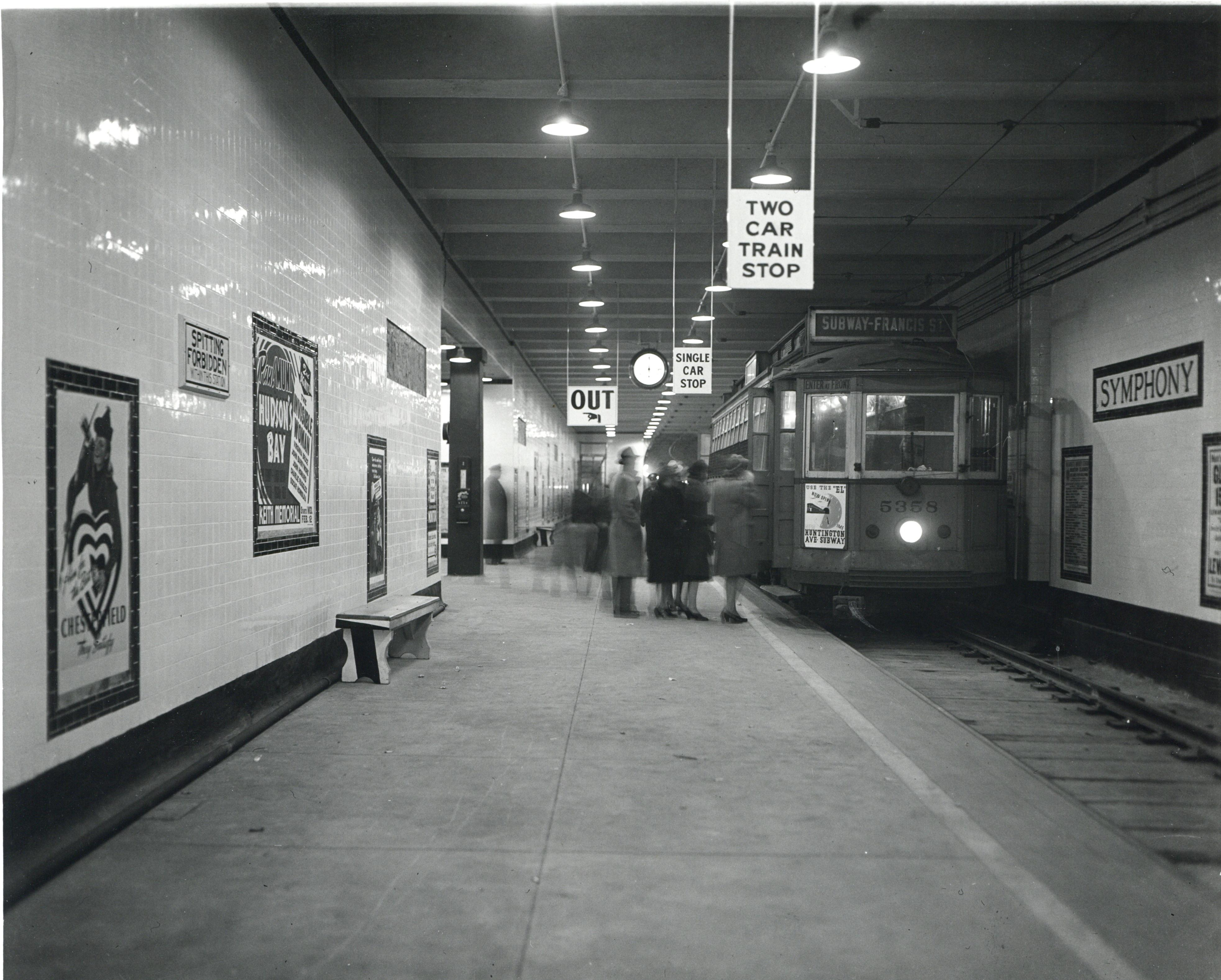
1941年出城方向列车停靠在崭新的车站站台

### 开业
交响大厅站于1941年2月16日投入使用。博伊尔斯顿街上车辆混行，有轨电车在行经科普利站后转弯至亨廷顿大道十分拥堵，造成有轨电车延误。为改善交通，公共事业振兴署在大萧条时期牵头兴建从科普利站西侧到歌剧院的隧道，并在两座重要的表演大厅附近增设普天寿站和交响大厅站。

### 改造

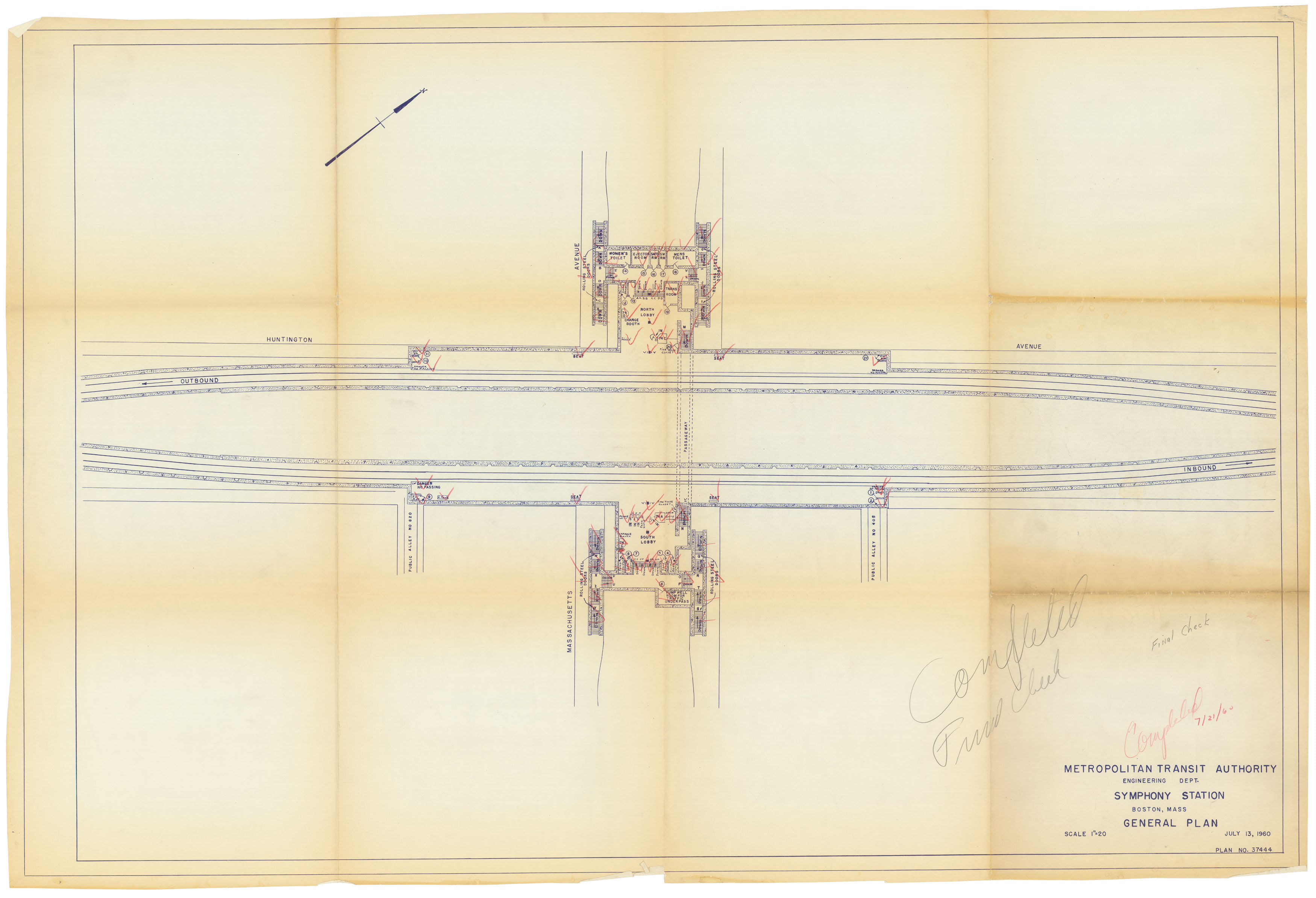
1960年交响大厅站的车站结构图，结构图清晰的显示了车站轨道及站台设置

因为亨廷顿大道与马萨诸塞大道机动车隧道与车站同时修建，车站入城和出城方向站台间隔得十分远。机动车隧道从马萨诸塞大道下方穿过，与有轨电车车站站台在同一层。两站台之间曾经还有一个下穿通道相互连接，60年代早期，马萨诸塞湾交通局将车站变更为无人值守车站时将下穿通道封闭。车站两站台各有两座出入楼梯间，通往十字路口的四个角。
1978年8月，马萨诸塞湾交通局通过一项$91750的预算，将车站出入口顶棚换成玻璃遮挡。恰逢此时，路口新修建交响大厅广场大厦，出站口为此进行了重新布局。
90年代早起，车站安装了新的瓷砖、改进了照明设施。

## 车站结构
| G  | 地面               | 出入口                |
| B1 | 侧式站台，右侧开门 | 侧式站台，右侧开门    |
| B1 | 出城               | 往希思街 （东北大学） |
| B1 | 机动车道           |                       |
| B1 | 入城               | 往莱希米尔 （普天寿） |
| B1 | 侧式站台，右侧开门 |                       |

## 检票系统
交响大厅站和普天寿站自建成开放起，为绿线地下车站中仅有的需要上车检票的车站。2006年5月，马萨诸塞湾交通局为车站安装查理卡电子票务系统后，这两座车站才改为进展预先检票模式。现在，乘客进展需要用查理卡或者查理票检票并在站台候车然后直接登车。

## 车站改造装修计划
交响大厅站是波士顿地铁系统中仅剩的几座非无障碍地下车站。其他不支持无障碍环境的车站分别为保丁站、海因斯会议中心站、博伊尔斯顿站和沃拉斯顿站。作为轻轨无障碍改造项目的一部分，交响大厅站将在未来进行改造，为每个站台增设直达电梯，对站台高度进行改造方便残疾人登车，以确保车站设计符合美国残疾人法案要求。由于该区域历史遗留的一系列结构、水电铺设等问题，工程设计较为困难。截至2011年，改造工程完成概念设计。